# SUPER LIVE IN 西武球場
『SUPER LIVE IN 西武球場』（スーパー・ライブ・イン・せいぶきゅうじょう）は、日本のミュージシャンである長渕剛が、1983年8月25日に西武球場で開催したワンマンライブ。
『長渕剛LIVE』（1981年）以来となる2枚目のライブ・アルバムとして発売された他、自身初めてのビデオ化もされた。

## 背景
アルバム『HEAVY GAUGE』（1983年）リリース後の7月25日に西武球場（現、西武ドーム）で開催された。バスツアーを組んで全国からファンが集まり、観客動員数は約2万人。あいにくの雨模様ではあったが、懐かしのナンバーから最新アルバムの収録曲まで、幅広く演奏されたコンサートであった。

## 構成
セットリスト
| ♯  | タイトル                        | アルバム | ビデオ |
| -- | ------------------------------- | -------- | ------ |
| 1  | 時代は僕らに雨を降らしてる      | ×        | 〇     |
| 2  | 長いのぼり坂                    | 〇       | 〇     |
| 3  | 巡恋歌                          | 〇       | 〇     |
| 4  | 夏の恋人                        | 〇       | ×      |
| 5  | 素顔                            | 〇       | ×      |
| 6  | 君は雨の日に                    | 〇       | 〇     |
| 7  | Don't Cry My Love               | 〇       | 〇     |
| 8  | 冷たい外国人                    | ×        | ×      |
| 9  | 俺らの旅はハイウェイ            | ×        | 〇     |
| 10 | 銀色の涙とタバコの煙            | ×        | ×      |
| 11 | 涙のセレナーデ                  | 〇       | ×      |
| 12 | 顔                              | 〇       | 〇     |
| ‐  | ローディー                      | 〇       | ×      |
| 13 | 僕のギターにはいつもHeavy Gauge | ×        | ×      |
| 14 | 俺らの家まで                    | 〇       | 〇     |
| 15 | いかさまだらけのルーレット      | 〇       | 〇     |
| 16 | どしゃぶり Rainy Day            | 〇       | 〇     |
| 17 | 賞金めあての宝さがし            | 〇       | 〇     |
| 18 | 愛してるのに                    | 〇       | 〇     |
| 19 | 碑                              | ×        | ×      |
| 20 | 時代は僕らに雨を降らしてる      | 〇       | 〇     |
| 21 | 恋人時代                        | ×        | ×      |
| 22 | 乾杯                            | 〇       | 〇     |
| ‐  | さようならの唄                  | ×        | 〇     |

同年8月6～7日に行われた、南こうせつの第3回サマー・ピクニックに出演した際にも、このセットリストに近い曲を披露している。
1. Hurry Up
2. 巡恋歌
3. 夏の恋人
4. 君は雨の日に
5. Don't Cry My Love
6. いかさまだらけのルーレット
7. どしゃぶりRainy Day
8. 賞金目当ての宝探し
9. 愛してるのに
10. 碑

この頃のライブには、笛吹利明はまだ参加していない。また、ベース担当の川嶋一久は、2004年8月21日の桜島オールナイトコンサートで、21年ぶりに彼のライブに参加している（トリビュートアルバムの『Hey! ANIKI』では既に参加）。

## アルバム
1983年8月25日に東芝EMI/エキスプレスより、レコード、カセットテープの2形態でリリースされた。
その後、1986年9月20日に初CD化され、2006年3月8日に24ビット・デジタルリマスター、紙ジャケット仕様で再リリースされた。

### 批評
| 専門評論家によるレビュー | 専門評論家によるレビュー |
| レビュー・スコア         | レビュー・スコア         |
| 出典                     | 評価                     |
| ------------------------ | ------------------------ |
| CDジャーナル             | 肯定的                   |

音楽情報サイト『CDジャーナル』では、「雨の西武球場でのライヴを収録している長渕のターニング・ポイントになったアルバム」、「詞に比重を置いたフォーク・ソングの系統のシンガーである長渕のぶつけるようなヴォーカルが生き生きとしている」と評されている。

### 収録曲
1983年に発売されたLP版、2006年に再発されたデジタルリマスター版CDと、1986年に発売されたCD版では時間表記が異なる。
1983年版の時間表記のほうは、曲とMCのバランスが不適切（例えば「顔」の時間表記の中に、次曲「ローディー」のMCが含まれたり、「愛してるのに」の時間表記の中に、次曲「時代は僕らに雨を降らしてる」を紹介するMCが含まれているなど）だったが、1986年版は適切（「顔」には「ローディー」のMCは含まれず、「愛してるのに」には「時代は僕らに雨を降らしてる」を紹介するMCは含まれていなかった）。

#### 1983年版
| 全作詞・作曲: 長渕剛（注記を除く）。 |                                                      |                      |                      |      |
| #                                    | タイトル                                             | 作詞                 | 作曲・編曲           | 時間 |
| 1.                                   | 「長いのぼり坂」                                     | 長渕剛（注記を除く） | 長渕剛（注記を除く） | 5:35 |
| 2.                                   | 「巡恋歌」                                           | 長渕剛（注記を除く） | 長渕剛（注記を除く） | 4:35 |
| 3.                                   | 「夏の恋人」(作詞・作曲：長渕剛、藤岡孝章、山梨鐐平) | 長渕剛（注記を除く） | 長渕剛（注記を除く） | 4:01 |
| 4.                                   | 「素顔」                                             | 長渕剛（注記を除く） | 長渕剛（注記を除く） | 5:23 |
| 5.                                   | 「君は雨の日に」                                     | 長渕剛（注記を除く） | 長渕剛（注記を除く） | 5:24 |

| #         | タイトル                                              | 作詞  | 作曲・編曲 | 時間 |
| --------- | ----------------------------------------------------- | ----- | ---------- | ---- |
| 6.        | 「Don't Cry My Love」(作詞：長渕剛、吉見佑子)         |       |            | 6:24 |
| 7.        | 「涙のセレナーデ」                                    |       |            | 4:29 |
| 8.        | 「顔」                                                |       |            | 6:34 |
| 9.        | 「ローディー (To 1981～1982 TSUYOSHI N. TOUR STAFF)」 |       |            | 5:05 |
| 合計時間: | 合計時間:                                             | 47:30 |            |      |

| #  | タイトル                       | 作詞 | 作曲・編曲 | 時間 |
| -- | ------------------------------ | ---- | ---------- | ---- |
| 1. | 「俺らの家まで」               |      |            | 3:54 |
| 2. | 「いかさまだらけのルーレット」 |      |            | 4:28 |
| 3. | 「どしゃぶり Rainy Day」       |      |            | 5:57 |
| 4. | 「賞金めあての宝さがし」       |      |            | 7:41 |

| #         | タイトル                       | 作詞  | 作曲・編曲 | 時間 |
| --------- | ------------------------------ | ----- | ---------- | ---- |
| 5.        | 「愛してるのに」               |       |            | 6:31 |
| 6.        | 「時代は僕らに雨を降らしてる」 |       |            | 8:55 |
| 7.        | 「乾杯」                       |       |            | 7:00 |
| 合計時間: | 合計時間:                      | 44:19 |            |      |

#### 1986年版
| #  | タイトル         | 作詞 | 作曲・編曲 | 時間 |
| -- | ---------------- | ---- | ---------- | ---- |
| 1. | 「長いのぼり坂」 |      |            | 5:34 |
| 2. | 「巡恋歌」       |      |            | 4:04 |
| 3. | 「夏の恋人」     |      |            | 4:11 |
| 4. | 「素顔」         |      |            | 5:45 |
| 5. | 「君は雨の日に」 |      |            | 5:22 |

| #         | タイトル                                              | 作詞  | 作曲・編曲 | 時間 |
| --------- | ----------------------------------------------------- | ----- | ---------- | ---- |
| 6.        | 「Don't Cry My Love」                                 |       |            | 6:13 |
| 7.        | 「涙のセレナーデ」                                    |       |            | 3:29 |
| 8.        | 「顔」                                                |       |            | 5:32 |
| 9.        | 「ローディー (To 1981～1982 TSUYOSHI N. TOUR STAFF)」 |       |            | 7:20 |
| 合計時間: | 合計時間:                                             | 47:30 |            |      |

| #  | タイトル                       | 作詞 | 作曲・編曲 | 時間 |
| -- | ------------------------------ | ---- | ---------- | ---- |
| 1. | 「俺らの家まで」               |      |            | 3:54 |
| 2. | 「いかさまだらけのルーレット」 |      |            | 4:28 |
| 3. | 「どしゃぶり Rainy Day」       |      |            | 5:57 |
| 4. | 「賞金めあての宝さがし」       |      |            | 7:41 |

| #         | タイトル                       | 作詞  | 作曲・編曲 | 時間 |
| --------- | ------------------------------ | ----- | ---------- | ---- |
| 5.        | 「愛してるのに」               |       |            | 6:02 |
| 6.        | 「時代は僕らに雨を降らしてる」 |       |            | 8:17 |
| 7.        | 「乾杯」                       |       |            | 8:00 |
| 合計時間: | 合計時間:                      | 44:19 |            |      |

### 曲解説

#### SIDE 1
1. 長いのぼり坂
2. 巡恋歌
3. 夏の恋人
4. 素顔
5. 君は雨の日に

#### SIDE 2
1. Don't Cry My Love
2. 涙のセレナーデ
3. 顔
後にこのライブ・バージョンがベスト・アルバム『いつかの少年』（1994年）に収録されている。
4. ローディー (To 1981～1982 TSUYOSHI N. TOUR STAFF)

#### SIDE 3
1. 俺らの家まで
2. いかさまだらけのルーレット
3. どしゃぶり Rainy Day
4. 賞金めあての宝さがし

#### SIDE 4
1. 愛してるのに
2. 時代は僕らに雨を降らしてる
3. 乾杯

### リリース履歴
| No. | 日付          | レーベル              | 規格  | 規格品番                   | 最高順位 | 備考                                           |
| --- | ------------- | --------------------- | ----- | -------------------------- | -------- | ---------------------------------------------- |
| 1   | 1983年8月25日 | 東芝EMI／エキスプレス | LP CT | ETP-60478〜9 ZH40-1349〜50 | 13位     |                                                |
| 2   | 1986年9月20日 | 東芝EMI／エキスプレス | CD    | CA25-1286〜7               | -        |                                                |
| 3   | 2006年3月8日  | 東芝EMI／エキスプレス | CD    | TOCT-25960〜1              | 218位    | 24ビット・デジタルリマスター、紙ジャケット仕様 |

## ビデオ
1983年9月21日にリリースされた。2024年11月時点で、他のメディアでの再発は予定されていない。

### 収録曲
| #   | タイトル                       | 作詞 | 作曲・編曲 |
| --- | ------------------------------ | ---- | ---------- |
| 1.  | 「OVERTURE」                   |      |            |
| 2.  | 「時代は僕らに雨を降らしてる」 |      |            |
| 3.  | 「長いのぼり坂」               |      |            |
| 4.  | 「巡恋歌」                     |      |            |
| 5.  | 「君は雨の日に」               |      |            |
| 6.  | 「DON'T CRY MY LOVE」          |      |            |
| 7.  | 「俺らの旅はハイウェイ」       |      |            |
| 8.  | 「顔」                         |      |            |
| 9.  | 「俺らの家まで」               |      |            |
| 10. | 「いかさまだらけのルーレット」 |      |            |
| 11. | 「賞金めあての宝さがし」       |      |            |
| 12. | 「愛してるのに」               |      |            |
| 13. | 「時代は僕らに雨を降らしてる」 |      |            |
| 14. | 「乾杯」                       |      |            |
| 15. | 「さようならの唄」             |      |            |

### 曲解説
1. OVERTURE
会場設営の様子や開場前の本人、ファンのコメントが映る。
2. 時代は僕らに雨を降らしてる
アルバム版より長いコンサート開始のアナウンスとともに本人登場。曲はBGMとして流れる。
3. 長いのぼり坂
4. 巡恋歌
5. 君は雨の日に
6. DON'T CRY MY LOVE
リハーサルから本編に移行する。
7. 俺らの旅はハイウェイ
8. 顔
9. 俺らの家まで
10. いかさまだらけのルーレット
11. 賞金めあての宝さがし
アルバム版より長い。
12. 愛してるのに
13. 時代は僕らに雨を降らしてる
14. 乾杯
15. さようならの唄
終演後のファンへのインタビューの模様にBGMとして流れる。

### リリース履歴
| No. | 日付          | レーベル              | 規格 | 規格品番   | 備考 |
| --- | ------------- | --------------------- | ---- | ---------- | ---- |
| 1   | 1983年9月21日 | 東芝EMI／エキスプレス | VHS  | TT15-1041H |      |
| 2   | 1983年9月21日 | 東芝EMI／エキスプレス | LD   | L098-1001  |      |

## 参加ミュージシャン
- 長渕剛 - ギター
- 面谷誠二 - ギター
- 浜田良美 - ギター
- 川嶋一久 - エレクトリックベース
- 香川喜章 - キーボード
- 村上律 - スチールギター
- 田中清司 - ドラムス